# Harpactea sanctaeinsulae
Harpactea sanctaeinsulae là một loài nhện trong họ Dysderidae.
Loài này thuộc chi Harpactea. Harpactea sanctaeinsulae được miêu tả năm 1978 bởi Brignoli.